# この愛は忘れていいよ
「この愛は忘れていいよ」（このあいはわすれていいよ）は、1997年12月17日に発売されたチューリップの通算39枚目のシングル。

## 解説
1997年発売の4枚目のシングル。
再結成後のライブツアー日程がすべて終了した後に発売された楽曲で、ライブでの演奏は今日までされていない。
ジャケットには少年の写真が使われており、楽曲も財津和夫が自身の長男（当時10歳）へのメッセージを込めたものである。

## 収録曲
全曲作詞・作曲：財津和夫　編曲：チューリップ
1. この愛は忘れていいよ
2. 再会の日（Live）
  - アルバム『We believe in Magic Vol.2』に収録された楽曲のライブツアーでの音源で、ライブ・アルバムとして発売されたものと同一テイクである。ボーカルは財津。